# Jevhenija Šarovka
Jevhenija Vasylivna Šarovka, coniugata Spitkovs'ka (in ucraino Євгенія Василівна Шаровка-Спітковська?; Charkiv, 10 maggio 1988), è un'ex cestista ucraina.

## Carriera
Con l'Ucraina ha disputato tre edizioni dei Campionati europei (2009, 2015, 2017).